# Lapeirousia silenoides
Lapeirousia silenoides är en irisväxtart som först beskrevs av Nikolaus Joseph von Jacquin, och fick sitt nu gällande namn av Ker Gawl. Lapeirousia silenoides ingår i släktet Lapeirousia och familjen irisväxter. Inga underarter finns listade i Catalogue of Life.